# علی پوراسماعیل
علی پوراسماعیل (زادهٔ ۳۰ شهریور ۱۳۸۱) بازیکن فوتبال اهل ایران است که در پست هافبک برای باشگاه شمس آذر در لیگ برتر خلیج فارس بازی می‌کند.